# Ein Chirurg erinnert sich
Ein Chirurg erinnert sich ist eine von der ARD im Jahr 1972 ausgestrahlte Arztserie, die das Leben und Wirken eines Krankenhausarztes in den 1930er Jahren schildert. Vorlage für das Drehbuch war die Autobiografie Hinter uns steht nur der Herrgott von Hans Killian.

## Handlung
Dr. Ebner (Claus Biederstaedt) ist in den 1930er Jahren als Chirurg an einem Krankenhaus tätig. Der engagierte Arzt muss täglich schwerwiegende Entscheidungen treffen, die über Leben und Tod seiner Patienten entscheiden. In den fünf Episoden der Serie sieht er aber auch immer den Menschen und dessen Schicksal hinter diesen Patienten. Dr. Ebners berufliche und private Partnerin ist die attraktive Assistenzärztin Dr. Mirca Zelnàcova. Zur Abteilung gehören auch der Chefarzt Professor Trautloff, Dr. Reschnitz und die Krankenschwestern Alkandra (in der Autobiografie Killians die seit 20 Jahren leitende Schwester der Poliklinik in der Universitätsklinik Freiburg unter Eduard Rehn, wo Killian als Oberarzt und Privatdozent wirkte), Martha, Maria und Irene.

## Episoden
| Folge | Titel              | Erstausstrahlung |
| ----- | ------------------ | ---------------- |
| 1     | Die Entscheidung   | 9. Februar 1972  |
| 2     | Zweierlei Diagnose | 23. Februar 1972 |
| 3     | Komplikationen     | 8. März 1972     |
| 4     | Kaskade im Gehirn  | 21. März 1972    |
| 5     | Das Wunder         | 5. April 1972    |

## DVD-Veröffentlichung
Die Serie wurden von in-akustik GmbH & Co.KG am 14. Oktober 2011 auf DVD veröffentlicht.